# Finn Salomonsen
Finn Salomonsen (Kopenhagen in Denemarken, 31 januari 1909 - Ny Holte, gemeente Rudersdal, 23 april 1983) was een Deens ornitholoog vooral bekend door zijn onderzoek aan vogels op Groenland.
Al op 16-jarig leeftijd bezocht hij Groenland. In 1932 studeerde hij af als bioloog en kreeg in 1937 een baan bij een overheidsinstelling die adviseerde over natuurreservaten. In 1939 verkreeg hij de doctorsgraad en in 1943 werd hij assistent conservator op de afdeling vogels van het zoölogisch museum in Kopenhagen. In 1952 werd hij wetenschappelijk medewerker aan de Universiteit van Kopenhagen en in 1960 lector in de ornithologie.
Salomonsen is de auteur of coauteur van 19 wetenschappelijke boeken. Behalve naar Groenland (dat hij acht maal bezocht) nam hij deel aan wetenschappelijke expedities naar de Filipijnen, Bismarckarchipel en Nieuw-Guinea. Verder was hij tussen 1942 en 1961 redacteur van het vaktijdschrift Dansk Ornithologisk Forenings Tidsskrift. Hij is de vader van popzangeres Sanne Salomonsen (geboren in 1955).

## Publicaties
- "The Arctic Year", G.P. Putnam's Sons, New York, Copyright 1958. (samen met Peter Freuchen)